# Велимче
Ве́лимче (укр. Велимче) — село в Ковельском районе Волынской области Украины. Административный центр Велимченской сельской общины. Возле села протекает река Турья.
До 2020 года входило в Ратновский район.
Код КОАТУУ — 0724280401. Население по переписи 2024 года составляет 2800 человека. Почтовый индекс — 44164. Телефонный код — 3366. Занимает площадь 4,918 км².

## Галерея

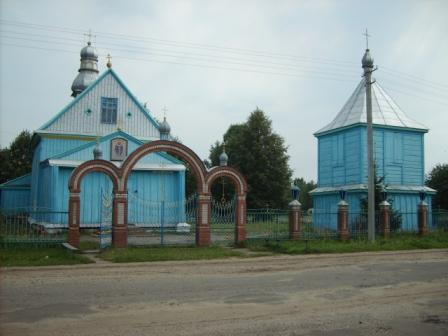
Покровская церковь
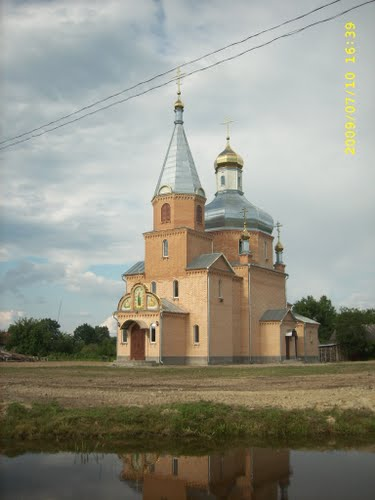
Церковь Двенадцати Апостолов